# OK Orchestra
OK Orchestra — четвёртый студийный альбом американской инди-поп группы AJR. Он был выпущен 26 марта 2021 года лейблом группы AJR Productions. Альбом был спродюсирован участником группы Райаном Метом.

## Продвижение и выпуск
В феврале 2020 года AJR выпустили первый сингл из альбома, «Bang!», который оказался одной из самых популярных песен трио.
31 августа вышел второй сингл «Bummerland», песню, в которой группа саркастически делилась своими чувствами о пандемии COVID-19.
20 декабря было анонсировано название предстоящего альбома. Был начат приём предзаказов на него в iTunes/Apple Music, где отображалось, что в альбоме будет 13 композиций.
17 февраля 2021 года был выпущен сингл «Way Less Sad» и клип к нему. 21 марта AJR запустили OKO World, интерактивную игру, в которую можно играть на их официальном сайте.
26 марта, в день выпуска альбома, они выпустили клипы к «OK Overture» и «World's Smallest Violin».

## Реакция критиков
Альбом получил положительные и смешанные отзывы критиков, Эй-Ди Аморози описал альбом как «Гармонично звучащую, гиперностальгическую, атмосферную смесь попа, хип-хопа и ду-вопа с замысловатыми ритмами и элементами They Might Be Giants, добавленными для терпкости».

## Коммерческий успех
OK Orchestra дебютировал на 10 месте американского хит-парада Billboard 200 от 10 апреля 2021 года, становясь вторым альбомом AJR , вошедшим в топ-10. Он получил 32 000 единиц, эквивалентных альбому, в том числе 13 000 непосредственных продаж альбома. Хотя OK Orchestra занял 55 место в UK Albums Chart от 29 марта, он не попал в финальный список 2 апреля.

## Список треков
Слова и музыка всех песен — Адам Мет, Джек Мет, Райан Мет.
| №                   | Название                                          | Длительность |
| ------------------- | ------------------------------------------------- | ------------ |
| 1.                  | «OK Overture»                                     | 4:32         |
| 2.                  | «Bummerland»                                      | 3:09         |
| 3.                  | «3 O'Clock Things»                                | 3:49         |
| 4.                  | «My Play»                                         | 3:10         |
| 5.                  | «Joe»                                             | 3:33         |
| 6.                  | «Adventure Is Out There»                          | 3:32         |
| 7.                  | «Bang!»                                           | 2:51         |
| 8.                  | «The Trick»                                       | 2:51         |
| 9.                  | «Ordinaryish People» (при участии Blue Man Group) | 3:40         |
| 10.                 | «Humpty Dumpty»                                   | 3:38         |
| 11.                 | «World's Smallest Violin»                         | 3:00         |
| 12.                 | «Way Less Sad»                                    | 3:26         |
| 13.                 | «Christmas in June»                               | 4:39         |
| Общая длительность: | Общая длительность:                               | 45:49        |

## Участники
AJR
- Адам Мет — вокал, инструменты
- Джек Мет — вокал, инструменты
- Райан Мет — вокал, продюсер (все треки), инструменты (2, 7), программирование (2, 4, 12)

Дополнительный персонал
- Альба Аворикани — дополнительный вокал (1, 3–13)
- Эмелия Сулич — скрипка (1, 3, 5, 7, 8, 10)
- Руф Комблат-Стиер – виолончель (1, 3, 5, 6, 8, 10)
- Дэни Ференбах — скрипка (1, 3–6, 8–13), труба (12)
- Джей-Джей Киркпатрик — труба (7)
- Бас Янсен — трубный инженер (3)
- Blue Man Group — aнсамбль (9)
- Крис Герингер — мастеринг
- Джо Зук — сведение
- Камила Станкевич — обложка
- Крис Церато — дизайн
- Джейдер Суза — дизайн

## Чарты
| Chart (2021)                           | Peak position |
| -------------------------------------- | ------------- |
| Канада (Canadian Albums Chart)         | 27            |
| США (Billboard 200)                    | 10            |
| США (Billboard Independent Albums)     | 3             |
| США (Billboard Top Alternative Albums) | 1             |
| США (Billboard Top Rock Albums)        | 1             |